# Абаршахр
Абаршахр је био сасанидска провинција у касној антици, која је лежала под кустом Хорасана. Покрајина се граничила са Медијом на западу, Хирканијом на северозападу, Маргианом на североистоку и Харевом на југоистоку. Потврђено је да је гувернер Абаршахра имао јединствену титулу канаранга, која се разликује од титуле марзбана, додељене гувернерима пограничних покрајина.

## Етимологија
Изложено је неколико етимологија о пореклу имена покрајине. Током средњег века, на пример, арапски географи су сматрали да тај назив значи „облачни град“.  Такође је тумачено да значи "горња земља". Новија етимологија која сугерише да Абаршахр потиче од Апарн-кшахра, "земља Апарнија" сматра се најтачнијом.

## Историја
Покрајина је формирана за време владавине Шапура I, као део његових напора за успостављањем веће централизације у царству, и била је састављена од вазалног краљевства Сатаропа, које је прогласило верност Шапуровом оцу Ардаширу I, након његове победе над последњи партским краљем,  по имену Артабан V, у бици код Хормоздгана 224. Град Нишапур (средњоперсијски: Нев-Шахпур "добар град Шапур" основао је или обновио Шапур I и служио је као административна престоница Абаршахра, близу храма Адур Бурзен Михр, куће једне од три "велике ватре" које су биле светње Заратустријанаца. Нишапур се сматрао сигурнијом локацијом од некадашње престонице покрајине, која се звала Тус, против налета номадских племена.
Мар Амо, Манијев ученик, оснивач манихеизма, предводио је мисију у Абаршахр у пратњи партског кнеза Ардавана и неколико других људи током 260-их.  Претпоставља се да је Ардаван, као манихејски припадник партћанске елите, помогао Мару Амоу да проповеда међу партским племством и шири манихеизам.

629. године, током грађанског рата у Сасанидском царству 628-632., Абаршахром је накратко владао сасанидски узурпатор Хозроје III.Године 651.  убијен је последњи сасанидски краљ Јездигерд III по наредби свог генерала Махоја Сурија, што је означило крај династије Сасанида. Међутим, Абаршахр је и даље био под влашћу канаранга, који више није био под сизеренством Сасанида. Међутим, то се убрзо завршило: 652. године Абаршахр је напао арапски војни заповедник Абдулах ибн Амир, који је склопио споразум са канарангом, Канадбаком. У споразуму је Канадбак пристао да плаћа данак Арапима док је и даље остао под контролом његових територија у Тусу. Међутим, истовремено, Карениди из Нишапура под Бурзин шахом и Саваром Карином запретили су Канадбаку и Абдулаху и успели су да поврате територију у Хорасану, која је обухватала градове попут Нишапура који је некада био под њиховом контролом. Абдуллах је тада обећао Канадбаку да ће му вратити изгубљену територију, у замену за помоћ  у борбипротив каренишких побуњеника. Потом су почели да пљачкају околину Нишапура и жестоко су се борили да заузму град.
Тада је Савар покушао да се помири са Абдулахом и рекао му је да ће отворити капије Нишапура ако га он помилује. Абдулах се, међутим сложио, а кад су се отвориле капије, ушао је на капију са својом војском и почео да пљачка град и убија грађане, све док му Канадбак није рекао: "О Амир, кад једном победите и тријумфални опроштај је већи [врлина] него освета и одмазда. " Абдулах је тада учинио како је потоњи рекао и вратио град Канадбаку, који је и даље владао као вазал Рашидуна.